# Bertille Noël-Bruneau
Bertille Noël-Bruneau (ur. 26 lutego 1996) – francuska aktorka dziecięca.
Za rolę w filmie Mój przyjaciel lis otrzymała nominację do Nagrody Młodych Artystów.

## Filmografia
- 2007: Mój przyjaciel lis jako Dziewczynka
- 2005: La Petite Chartreuse jako Eva Blanchot